# Giuseppe Galderisi
Giuseppe Galderisi (* 22. März 1963 in Salerno, Italien) ist ein ehemaliger italienischer Fußballspieler und heutiger -trainer.

## Spielerkarriere

### Im Verein
Giuseppe Galderisi, Spitzname Nanu, entstammt der Jugendabteilung seines Heimatklubs Salernitana Calcio. 1980 wurde er von Juventus Turin verpflichtet, wo er drei Spielzeiten lang unter Vertrag stand und zweimal die italienische Meisterschaft sowie einmal die Coppa Italia gewinnen konnte.
1983 wechselte Galderisi zu Hellas Verona. Mit diesem Klub konnte er 1984/85 seinen dritten Scudetto feiern und war dabei mit elf Treffern bester Torschütze seiner Mannschaft. Die Spielzeit 1986/87 verbrachte Galderisi beim AC Mailand, 1987/88 spielte er bei Lazio Rom in der Serie B.
Zur Saison 1988/89 wechselte Giuseppe Galderisi zu Hellas Verona zurück, konnte dort jedoch nicht vergangene Leistungen anknüpfen. Im Sommer 1989 wurde er wieder von Milan verpflichtet, die ihn sofort an Calcio Padova in die Serie B verkauften. In Padua verbrachte Galderisi insgesamt sieben Spielzeiten, stieg mit der Mannschaft 1993/94 in die Serie A auf und bewahrte sie ein Jahr später mit einem Tor im Relegationsspiel gegen den CFC Genua vor dem Abstieg.
Seine Karriere beendete Giuseppe Galderisi in den USA bei New England Revolution und später bei Tampa Bay Mutiny, mit denen er 1996 die Meisterschaft der Eastern Conference der Major League Soccer gewann.

### In der Nationalmannschaft
Nachdem er bereits für die italienische U-21-Auswahl gespielt hatte, bestritt Giuseppe Galderisi unter Nationaltrainer Enzo Bearzot am 2. Juni 1985 beim 1:1 gegen Mexiko sein erstes A-Länderspiel für Italien.
Im folgenden Jahr absolvierte er bei der Weltmeisterschaft in Mexiko vier Partien für die Italiener, die ihren Titel von 1982 nicht verteidigen konnten und bereits im Achtelfinale an Frankreich scheiterten. Nach der WM 1986 wurde Galderisi nicht mehr in die Squadra Azzurra berufen, insgesamt absolvierte er zehn Länderspiele.

## Trainerkarriere
Im Jahr 2000 startete Giuseppe Galderisi seine Karriere als Trainer bei der AS Gubbio 1910 in der Serie C2. Danach arbeitete er 2001/02 bei der US Cremonese und 2002/03 Giulianova Calcio.
2001 gründete er in Padua das Galderisi Soccer Team, eine Fußballschule, die sich um die Ausbildung junger Fußballer kümmert und 2006 über 80 Jugendspieler betreute.
Nach einem Herzinfarkt im Januar 2004 und der danach notwendigen Erholung nahm Galderisi 2005 den Trainerposten bei der AS Viterbese Calcio in der Serie C2 an. 2006/07 trainierte er die US Avellino in der Serie C1. Nach einer starken ersten Halbserie, die er mit der Mannschaft auf dem ersten Tabellenplatz abschloss, wurde er nach Meinungsverschiedenheiten mit dem Vorstand am 18. April 2007 dort entlassen, obwohl man auf Platz zwei lag und noch im Aufstiegsrennen war.

## Erfolge

### Als Spieler
- Italienische Meisterschaft: 1980/81, 1982/82 (mit Juventus Turin) – 1984/85 (mit Hellas Verona)
- Coppa Italia: 1982/83 (mit Juventus Turin)